# Baar Fun Fun
El Baar Fun Fun, es uno de los bares uruguayos más tradicionales. Ubicado en la calle Ciudadela 1229, Ciudad Vieja, Montevideo, Uruguay. Fundado el 12 de diciembre de 1895, por Augusto López y familia.

## Historia
El popular boliche del Barrio Ciudad Vieja, que originalmente se encontraba en la calle Reconquista, en el interior del viejo Mercado Central, mudándose tres veces, hasta que en 1988 fue trasladado al nuevo Mercado, con ingreso desde la calle Ciudadela, detrás del Teatro Solís.
Es famoso porque los más afamados artistas han estado allí, Carlos Gardel tomó Uvita (bebida clásica del lugar) y acodado al mostrador de antaño cantó a capela para los presentes en 1933. También estuvieron Pedro Figari, Aníbal Troilo, Julio Sosa, Juan D’Arienzo, Francisco Canaro, Astor Piazzolla, Osvaldo Pugliese, Jaime Roos, Rubén Rada, Jorge Drexler, y además de famosos internacionales como Danny Glover, Bryan Adams y Dolina, entre muchos otros. Algunas de las artistas que frecuentaron el lugar e hicieron sus espectáculos fueron Olga Delgrossi, Nancy Devitta y Lágrima Ríos.
El bar es una empresa familiar fue dirigido por Augusto López y luego por sus descendientes, su actual director Gonzalo Acosta López bisnieto del fundador. 
La Uvita, el Pegulo y el Miguelito fueron las tres bebidas emblemáticas del local. En la actualidad solo se elabora la primera, su fórmula ha sido patentada.
Suele haber música en vivo los miércoles, jueves, viernes y sábados (como tango, folklore o pop). El horario de apertura es en la noche. En la actualidad, el mítico boliche Fun Fun se mudó provisoriamente hacia la calle Soriano 922, junto al Teatro Sala Verdi y donde fuera antiguamente la casa de los Caprario, sitio donde se fundó el Club Nacional de Football en el Barrio Sur.
En 2019 el bar vuelve al antiguo mercado central hoy nuevo edificio del Banco de Desarrollo de América Latina. Su reapertura está prevista para fines de marzo.

## Uvita
Uvita es una bebida uruguaya, producto del corte de vino garnacha con oporto y luego añejado. La versión dulce (abocada) lleva azúcar agregada, lo que produce un aumento de la graduación alcohólica de 22%. Uvita se envasa en sabor original y amarga, se comercializa en botellas de 750 mililitros.
Es elaborada por el Bar Fun Fun de Montevideo. Las proporciones de vino garnacha y oporto son un secreto del emblemático aperitivo guardado por la familia del fundador.